# Hospital General de la Defensa Orad y Gajías
El Hospital General de la Defensa Orad y Gajías (HGDZ) es un hospital militar situado en el barrio zaragozano de Casablanca. Pertenece al Ministerio de Defensa y dispone de 200 camas.
Fue construido en reemplazo del antiguo hospital militar en la Iglesia de San Ildefonso (Avenida de César Augusto) y se ubicó junto al acuartelamiento entonces existente en Casablanca, dedicado para tropas de Sanidad Militar, Servicio Geográfico y otras fuerzas.
Desde 2007 sirve también como centro de especialidades médicas para la población civil de los vecinos barrios de la Romareda y Casablanca gracias a un acuerdo con el Servicio Aragonés de Salud. Está prevista su sustitución por un nuevo hospital situado en la margen izquierda del río Ebro.

### Otros artículos
- Urbano Orad y Gajías

- Datos: Q28662781
- Multimedia: Hospital General de la Defensa en Zaragoza / Q28662781